# ベジェツク
座標: 北緯57度47分 東経36度42分 / 北緯57.783度 東経36.700度

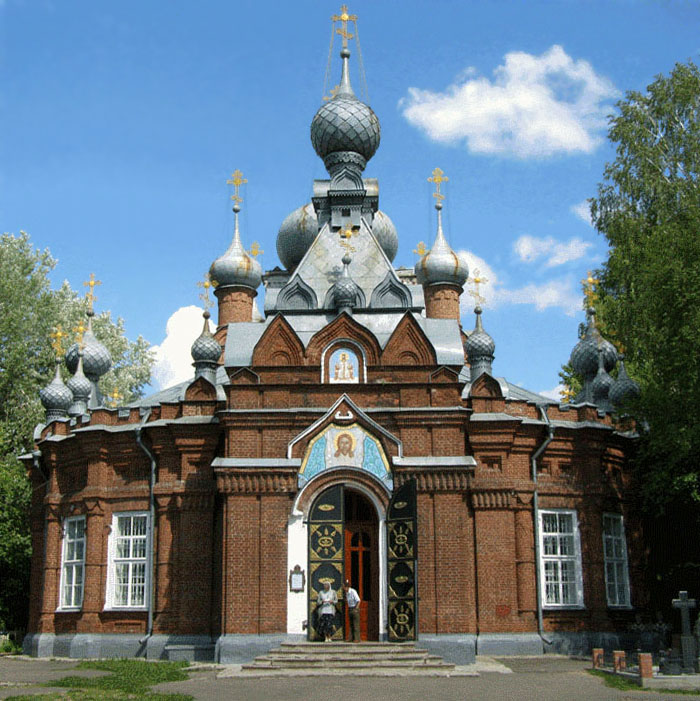

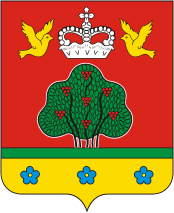
ベジェツク市の紋章

ベジェツク（ロシア語: Бежецк, Bezhetsk）は、ロシアのトヴェリ州にある町。人口は2万1466人（2021年）。州都トヴェリから北東へ130kmで、ヤロスラヴリ-ルイビンスク-ウドムリャ-ボロゴエを結ぶ鉄道に沿う。モロガ川とオストレチナ川の合流点にある。

## 歴史
ベジェツクは1137年のノヴゴロド公国の記録に、ベジチ（Бежичи）として初出する。「難民」を示す元の地名から、この集落の住民はノヴゴロドからの避難民だったと考えられる。当時のベジチは今日のベジェツクから北へ20kmの位置にあった。ベジチはノヴゴロド公国の東部、モロガ川上流のベジェツキー・ヴェルフ地方（Бежецкий Верх）の中心地であったが、1272年に襲撃され破壊された後、住民は今日のゴロデツク・ベジェツカ要塞の場所に移転した。
15世紀初頭、ノヴゴロド公国東部の、モロガ川上流のベジェツキー・ヴェルフ地方はモスクワ大公国に併合された。ベジェツクは作家ヴャチェスラフ・シシコフ（Vyacheslav Shishkov）、歴史家ニル・ポポフ（Nil Popov）、病理学者アレクセイ・ポルニン（Alexei Polunin）ら人材を輩出した。1766年までゴロデツキーと呼ばれたがこの年ベジェツクに改名され、1775年に市となった。1876年には鉄道が通り19世紀後半には亜麻取引の中心として栄えた。

## 文化
ベジェツクに残る最古の建物は町の守護聖人ネクタリオス・ベジェツキムが創建したヴヴェデンスキー修道院（Введенский）の白い尖塔の鐘楼であり、1680年から1682年にかけてヤロスラヴリの職人が建てた。修道院自体はソビエト時代に解体されてしまった。
その他古い聖堂の多くがソビエト時代に取り壊されたが、なお興味深い聖堂建築がこの町には残る。1670年の十字架挙栄聖堂、1772年の救世主顕栄聖堂、1775年のカザンの生神女聖堂などである。また19世紀の商業建築、歴史博物館、文学博物館なども見どころになっている。
20世紀の終わり、文書記録のよく保存された小さな町ベジェツクは、18世紀ロシアの地方都市に関する詳細な学術研究の対象となっている。

## 経済
大きな会社は特殊車両工場などで、そのほか繊維工業や食品工業が立地する。5km南にはドロホヴォ空軍基地がある。